# Joseph de Vylder
Joseph de Vylder, född omkring 1868 i Kalahari, död 22 november 1880 i Lunnarp, var fosterson till den svenske entomologen Gustaf de Vylder och ett av få svarta barn i Stockholm på 1870-talet. Han var från san-folket men förlorade tidigt sina föräldrar och for illa som liten. I november 1874 kom pojken genom den svenske affärsmannen Axel Wilhelm Erikssons förmedling till de Vylder, som var på forskningsresa i södra Afrika för att samla naturalier till svenska museer. Våren därpå reste Joseph tillsammans med Gustaf de Vylder till Stockholm, där de bosatte sig i centrala staden och pojken sattes i den progressiva Palmgrenska skolan.
Gustaf de Vylder skrev med värme om sin fosterson i sina dagböcker, men han visade också upp Joseph publikt när han höll föredrag om sina resor. Och när Gustaf de Vylder fick en ny chans att fara på långresa till Afrika lämnade han pojken till ett nytt fosterhem i Skåne. Där blev Joseph döpt, och där dog han i TBC på senhösten 1880 och begravdes intill kyrkan i Kverrestad.
Den svenske författaren Henning Mankells roman Vindens son (2000) bygger på historien om Joseph de Vylders öde.